# 예레바탄 사라이

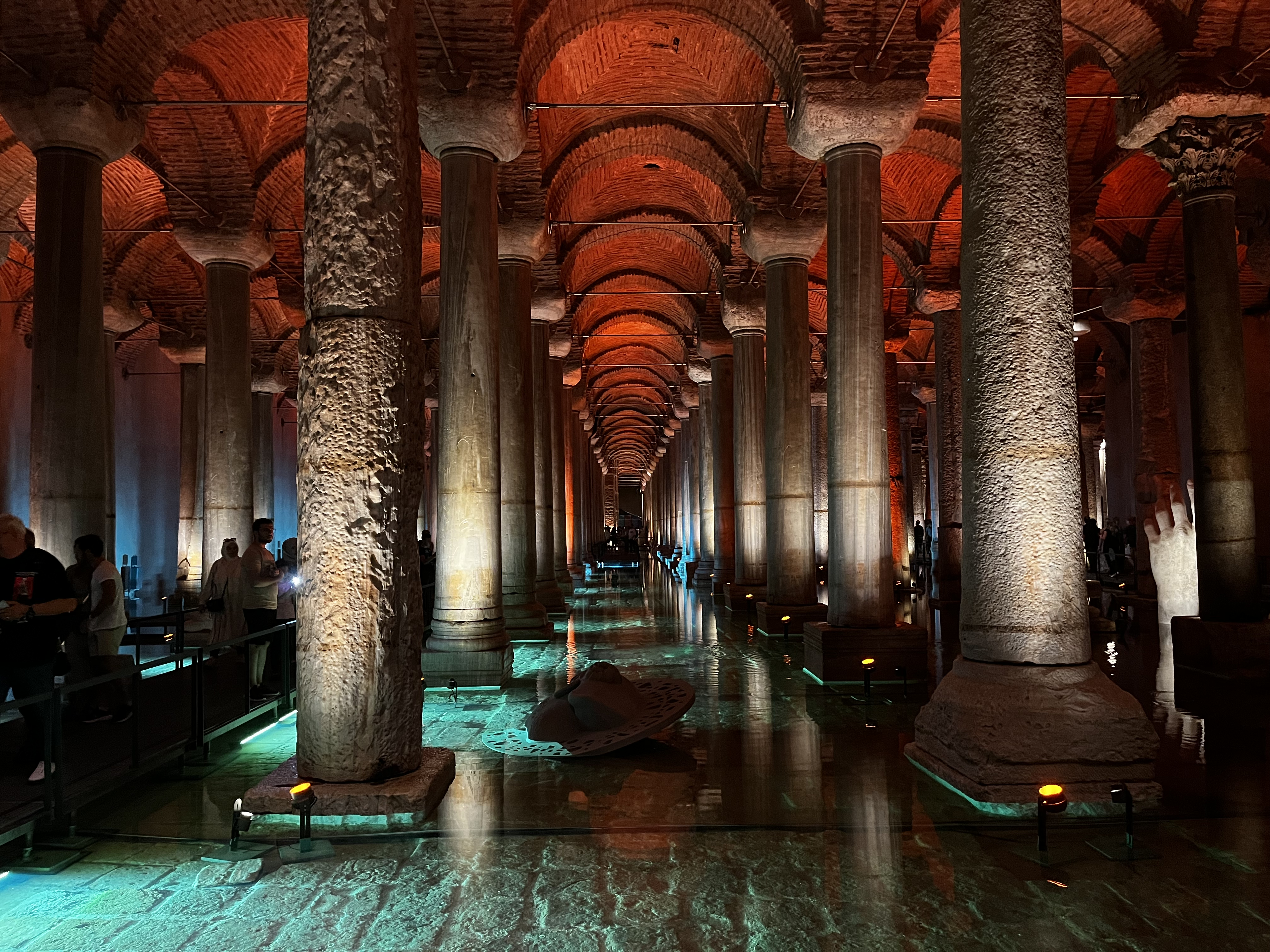
콘스탄티노폴리스의 지하 물 저장고

예레바탄(튀르키예어: Yerebatan)은 튀르키예 이스탄불에 있는 동로마 제국 시대의 지하 저수지이다. 바실리카 시스턴(Basilica Cistern)이라는 이름으로도 널리 알려져 있다. 지하 궁전은 현존하는 동로마 제국의 저수지 가운데서도 이곳이 가장 최대라고 한다. 오늘날에는 이스탄불 역사지구의 한 축으로서 세계유산에 등록되어 있으며, 일반에 공개하고 있다.
아야 소피아로부터 맞은편 방향으로 디반 욜루의 맨 위쪽 부근에 위치해 있다. 지하 궁전은 1987년에 수백 년 동안 쌓인 진흙과 폐물을 제거하는 작업을 벌이면서 복원되었다. 본래 황실 수도 공급을 원활히 하기 위한 목적으로 콘스탄티누스 대제 때에 공사를 시작하여 유스티니아누스 1세 때인 532년까지 진행되었다고 한다. 지하 궁전의 위치는 본래 황궁에서 가까운 곳에 위치했었지만 오스만 제국 시대에 폐쇄되었다.
오늘날 이곳은 대성당처럼 336개의 둥근 기둥이 떠받치고 있는 천장이 무시무시할 정도로 빛을 발산하는 지하실 형태로 되어 있다. 이곳에는 아직도 어느 정도의 물이 담겨 있는데, 이 위로 세워진 다리는 관광객들에게 큰 볼거리이다. 대단히 인상적이기 때문에 영화 세트로 쓰이기도 하고, 이스탄불 예술 비엔날레 기간 동안에는 시청각 시설로 쓰이기도 한다.